# Hebeclinium frontinoense
Hebeclinium frontinoense là một loài thực vật có hoa trong họ Cúc. Loài này được S.Díaz & G.P.Méndez mô tả khoa học đầu tiên năm 2000.